# If I Ain't Got You
If I Ain't Got You è un singolo della cantante statunitense Alicia Keys, pubblicata il 17 febbraio 2004 come secondo estratto dal suo secondo album The Diary of Alicia Keys.
Accolta positivamente dalla critica musicale, venendo inserito dalla rivista Rolling Stone Le 500 migliori canzoni di tutti i tempi, la canzone ha ottenuto numerosi premi e riconoscimenti, tra cui due candidature al Grammy Awards nelle categorie canzone dell'anno e miglior interpretazione R&B femminile, vincendo quest'ultimo. Commercialmente ha ottenuto successo soprattutto nei paesi anglofoni, raggiungendo la quarta posizione della Billboard Hot 100 statunitense.
Nel 2023 la canzone è stata reinterpretata in una versione classica da Keys e Kris Bowers per la colonna sonora della miniserie La regina Carlotta: Una storia di Bridgerton, eseguita dalla stessa cantante con un'orchestra di 70 elementi composta da donne.

## Antefatti e descrizione
(da If I Ain't Got You, 2004)
Il brano, scritto e prodotto dalla stessa Alicia Keys, è stata ispirato dalla morte della cantante Aaliyah, avvenuta nel 2001. Al riguardo Keys ha dichiarato: «L'idea della canzone è nata subito dopo la morte di Aaliyah. Era un momento così triste e nessuno voleva crederci. Mi ha reso tutto molto chiaro: ciò che conta e ciò che non conta».
Nel 2020 la cantante ha inoltre rivelato che il brano era stato inizialmente pensato per l'album Stripped (2002) di Christina Aguilera, la quale aveva chiesto a Keys di comporre per lei alcuni brani. Il brano fu tuttavia tenuto da Keys, che scrisse per la cantante la traccia Impossible.
Oltre al suo lato romantico, il testo della canzone tratta altri aspetti importanti, come il prevalere del materialismo sui veri sentimenti, la voglia di arricchirsi che spesso contrasta l'amore.

## Accoglienza
Il brano è stato accolto positivamente dalla critica musicale. La rivista Rolling Stone ha inserito il brano tra Le 500 migliori canzoni di tutti i tempi. Nella classifica delle 100 canzoni più belle del 2004 Billboard ha inserito la canzone al 16° posto, descrivendola come «una canzone d'amore istantanea e classica che riduce il vero romanticismo a una semplice frase», trovandola «senza tempo e una hit perfetta per il pop e l'R&B moderni», grazie al «suo caratteristico modo di suonare il pianoforte e alla voce struggente». Matthew Singer di Time Out riflette sul significato del brano, il quale «ricorda di vivere il presente e di tenere stretta la persona che amiamo, perché tutto è passeggero», trovandolo allineato con l'ispirazione alla morte di Aaliyah.

## Video musicale
Il video della canzone è girato da Dianne Marrel e si adatta all'atmosfera intima del brano, raccontando la storia dell'amore tra la protagonista, Alicia, e il suo ragazzo, interpretato da Method Man.

## Formazione
Musicisti
- Alicia Keys – solista, cori, pianoforte
- Steve Jordan – percussioni
- Fred Cash, Jr. – basso elettrico
- Hugh McCracken – chitarra
- Arcell Vickers – organo
- David Watson – corno
- Darryl Dixon – corno
- Joe Romano – corno
- L. Green – cori
- Cindy Mizelle – cori
- Katreese Barnes – cori

Produzione
- Alicia Keys – produttrice
- Kerry Brothers, Jr. Kerry "Krucial" Brothers – drum machine
- Manny Marroquin – audio mixer

## Successo commerciale
Negli Stati Uniti If I Ain't Got You ha esordito nella Billboard Hot 100 al numero sessantaquattro della classifica del 6 marzo 2004, raggiungendo il quarto posto quattro mesi dopo, il 3 luglio 2004. Ha trascorso venti settimane non consecutive nella tra le prime dieci posizioni della classifica, divenendo una delle permanenze più lunghe di qualsiasi canzone di quell'anno, divenendo il terzo brano più venduto negli Stati Uniti del 2004. La canzone ha raggiunto la vetta della Hot R&B/Hip-Hop Songs il 1º maggio 2004 e ha trascorso sei settimane non consecutive in cima alla classifica.

## Classifiche

### Classifiche settimanali
| Classifica (2004) | Posizione massima |
| ----------------- | ----------------- |
| Francia           | 15                |
| Germania          | 81                |
| Irlanda           | 44                |
| Italia            | 22                |
| Paesi Bassi       | 11                |
| Polonia           | 27                |
| Regno Unito       | 18                |
| Stati Uniti       | 4                 |
| Svizzera          | 35                |

### Classifiche di fine anno
| Classifica (2005) | Posizione |
| ----------------- | --------- |
| Paesi Bassi       | 89        |
| Stati Uniti       | 3         |

## Uso nei media
Nel 2023 la canzone è stata reinterpretata in una versione classica da Keys e Kris Bowers per la colonna sonora della miniserie La regina Carlotta: Una storia di Bridgerton, eseguita dalla stessa cantante con un'orchestra di 70 elementi composta da donne.

## Riconoscimenti
- Grammy Award
  - 2005 – Miglior interpretazione R&B femminile
  - 2005 – Candidatura alla canzone dell'anno

- ASCAP Pop Awards
  - 2005 – Canzone più trasmessa

- ASCAP Rhythm & Soul Awards
  - 2005 – Canzone R&B/hip hop dell'anno

- Billboard Music Awards
  - 2004 – Canzone R&B/hip hop dell'anno
  - 2004 – Canzone R&B/hip hop radiofonica dell'anno

- MTV Video Music Awards
  - 2004 – Candidatura al miglior video di un'artista femminile
  - 2004 – Miglior video R&B

- NAACP Image Award
  - 2005 – Miglior canzone
  - 2005 – Miglior video musicale

- Soul Train Music Award
  - 2005 – Miglior canzone R&B/soul femminile
  - 2005 – Miglior canzone R&B/soul o rap dell'anno